# Vireó de capell bru
El vireó de capell bru (Vireo leucophrys) és una espècie d'au passeriforme de la família Vireònids pertanyent al nombrós gènere Vireo. És nativa de Mèxic, Amèrica Central i del Sud.

## Distribució i hàbitat
Es distribueix des del nord-est de Mèxic, cap al sud a través de Guatemala, El Salvador, Hondures, Nicaragua, Panamà fins a Colòmbia, i al llarg dels Andes des del nord-oest de Veneçuela, per Colòmbia, l'Equador, fins al sud-est de Perú i nord de Bolívia.
Aquesta espècie és considerada comuna en el seu hàbitat natural: el dosser arbori i les vores de selves muntanes entre els 1300 i els 2500 m d'altitud, fins als 600 m a l'oest de l'Equador.

## Sistemàtica

### Descripció original
L'espècie V. leucophrys va ser descrita per primera vegada pel naturalista francès Frédéric de Lafresnaye l'any 1844 amb el nom científic Hylophilus leucophrys; la localitat tipus és: «Colòmbia».

### Taxonomia
De vegades ha estat classificada en un gènere propi, Melodivireo. Sovint ha estat considerada coespecífica amb Vireo gilvus, però les dues difereixen en plomatge i algunes vocalitzacions. Les subespècies del nord que formen el grup «amauronotus» (eleanorae, dubius, amauronotus, strenuus, bulli, palmeri) han estat tractades com una espècie separada, diferent de les subespècies restants (a Costa Rica, Panamà i Sud-amèrica), però aquesta teoria requereix més evidències. La subespècie proposada disjunctus (des d'Antioquia, a Colòmbia) és tractada com a sinònim de dissors.

### Subespècies
Segons la classificació del Congrés Ornitològic Internacional (IOC) es reconeixen catorze subespècies, amb la seva corresponent distribució geogràfica:
- Vireo leucophrys eleanorae, 1940 - nord-est de Mèxic (sud-oest de Tamaulipas al sud fins al nord d'Hidalgo).
- Vireo leucophrys dubius (A.R. Phillips, 1991) - centro aquest de Mèxic (prop de Ciutat Victoria, en Tamaulipas).
- Vireo leucophrys amauronotus, 1881 - sud-est de Mèxic (nord-est de Puebla a l'est fins al centre oest de Veracruz).
- Vireo leucophrys strenuus Nelson, 1900 - sud de Mèxic (nord de Chiapas).
- Vireo leucophrys bulli, 1968 - sud-oest de Mèxic (sud-est d'Oaxaca).
- Vireo leucophrys palmeri (A.R. Phillips, 1991) - muntanyes d'Hondures, possiblement també al nord d'El Salvador.
- Vireo leucophrys costaricensis (1903) - centre de Costa Rica (Serralada de Tilarán).
- Vireo leucophrys chiriquensis (1903) - sud de Costa Rica, oest de Panamà.
- Vireo leucophrys dissors J.T. Zimmer, 1941 - sud de Costa Rica, oest i est de Panamà, i nord-oest de Colòmbia (Andes centrals i occidentals, al sud pel pendent occidental fins a l'oest de Nariño).
- Vireo leucophrys mirandae, 1917 - nord de Colòmbia (Serra Nevada de Santa Marta) i nord-oest de Veneçuela (Zulia, i Táchira a l'est fins a Sucre).
- Vireo leucophrys josephae P.L. Sclater, 1859 - sud-oest de Colòmbia (Andes centrals en Nariño) i oest de l'Equador.
- Vireo leucophrys leucophrys (Lafresnaye, 1844) - a l'est dels Andes des de Colòmbia al sud fins al centre del Perú.
- Vireo leucophrys maranonicus J.T. Zimmer, 1941 - nord del Perú (ambdós pendents dels Andes occidentals, a l'oest del riu Marañón).
- Vireo leucophrys laetissimus (1924) - sud-est del Perú i nord de Bolívia (La Paz i Cochabamba).